# Jouaignes
Jouaignes ist eine französische Gemeinde mit 139 Einwohnern (Stand: 1. Januar 2022) im Département Aisne in der Region Hauts-de-France (frühere Region: Picardie). Sie gehört zum Arrondissement Soissons und zum Kanton Fère-en-Tardenois.

## Geographie
Die Gemeinde Jouaignes, zu der die Ortsteile Virly, La Petite Cense und Le Château Vert gehören, liegt beidseits des Baches Le Murton, der über die Muze in die Aisne entwässert, rund 19 Kilometer ostsüdöstlich von Soissons. Nachbargemeinden von Jouaignes sind Cerseuil im Norden, Limé im Nordosten, Quincy-sous-le-Mont und Tannières im Osten, Lhuys im Südosten, Arcy-Sainte-Restitue im Südwesten, Cuiry-Housse im Westen sowie Lesges im Nordwesten.

## Bevölkerungsentwicklung
| Jahr                       | 1962 | 1968 | 1975 | 1982 | 1990 | 1999 | 2006 | 2013 | 2022 |
| Einwohner                  | 180  | 173  | 143  | 143  | 133  | 151  | 164  | 148  | 139  |
| Quellen: Cassini und INSEE |      |      |      |      |      |      |      |      |      |

## Sehenswürdigkeiten
- Kirche Saint-Pierre aus dem 11. und 13. Jahrhundert, 1927 als Monument historique eingetragen (Base Mérimée PA00115704)
- Schloss (Château de Jouaignes) aus dem 18. Jahrhundert, 1982 teilweise (Fassade, Dächer, Taubenhaus) als Monument historique eingetragen (Base Mérimée PA00115703)
- im 19. Jahrhundert rekonstruiertes Schloss Virly aus dem 17. Jahrhundert

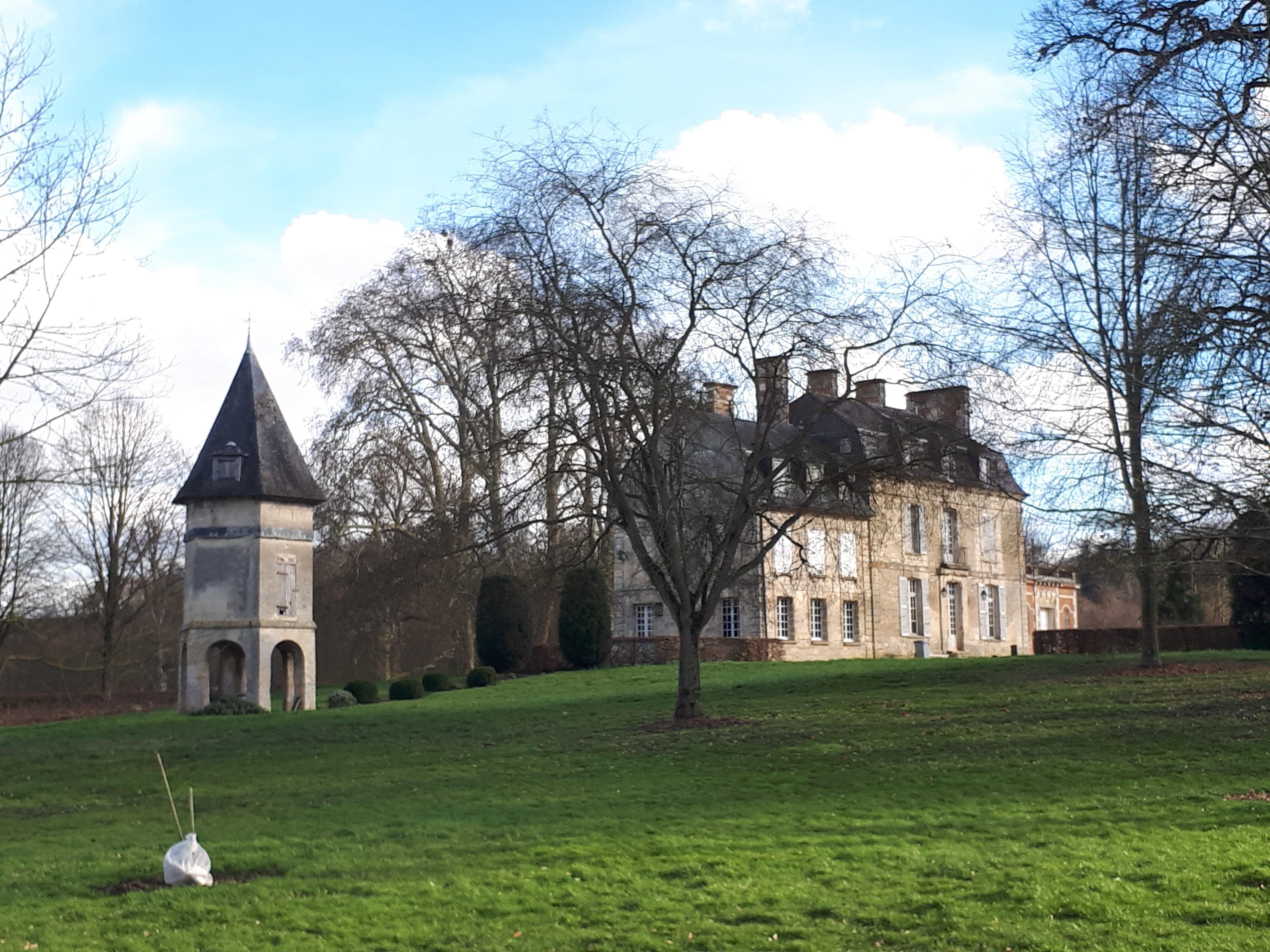
Schloss Virly